# Hainosaurus bernardi
Hainosaurus bernardi es la única especie conocida del género extinto de lagarto marino Hainosaurus perteneciente a la familia de los mosasaurios. Fue uno de los mayores mosasaurios, aunque su tamaño ha sido revisado más de una vez. En la primera estimación se determinó que medía unos 17 metros de largo, siendo el mayor mosasáurido.  En la década de 1990, la revisión de su tamaño lo redujo a 15 metros de largo; más recientemente, Johan Lindgren estimó que alcanzaba longitudes de algo más de 12,2 metros. Fue uno de los mayores depredadores marinos del Cretácico Superior. Estos animales pudieron haberse alimentado de tortugas, otros mosasaurios, plesiosaurios, pterosaurios, cefalópodos, tiburones y peces.

## Descripción

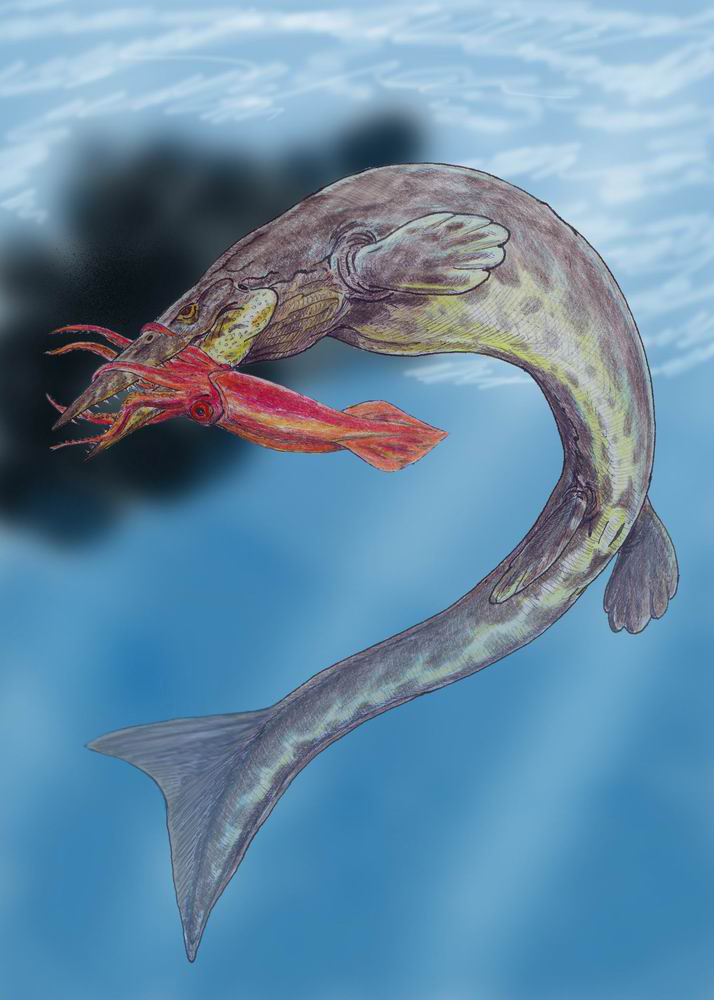
Reconstrucción.

Hainosaurus fue un miembro de la subfamilia Tylosaurinae, y estaba emparentado al género norteamericano Tylosaurus. Sin embargo, tenía más vértebras desde el cuello hasta la zona de la cola con cheurones (53) que Tylosaurus (35). Ambos géneros eran grandes "superdepredadores" marinos. La cola de Hainosaurus' tenía menos vértebras con cheurones, haciéndola más corta que la de Tylosaurus. La única especie conocida es la especie tipo, Hainosaurus bernardi, llamada así en honor del naturalista belga Leopold Bernard.

## Cultura Popular
Los Hainosaurus bernardi, aparecen por primera vez, en el último episodio de la serie de televisión documental "Sea Monsters". Sea Monsters fue emitida en el 2003, producida por la BBC y emitida por primera vez en la televisión británica. Inicialmente se nombró como Mosasaurio Gigante (por Nigel Marven) y que viajaba por los océanos en grandes grupos familiares. Sin embargo, la mayor parte los Tylosaurinae y de familia de los mosasaurios, vivían en solitario y se reunían en tiempo de aparamiento o cuando las madres egendraban a las crías.  
Años posteriores el término de mosasaurio gigante se atribuyó a la subfamilia de Tylosaurinae.